# تشيستر ليمان
تشيستر ليمان (بالإنجليزية: Chester Lyman)‏ (و. 1814 – 1890 م) هو عالم فلك من الولايات المتحدة الأمريكية . ولد في مانتشستر .
توفي عن عمر يناهز 76 عاماً.

## التعليم
تعلم في جامعة ييل

## مناصب وهيئات
أدار جامعة ييل.